# Överkrigsfiskal
Överkrigsfiskal var en juridisk ämbetsman.
Enligt lagen om krigsdomstolar och rättegången där av den 23 oktober 1914 skulle en överkrigsfiskal vara anställd vid Krigshovrätten med åliggande att där vara allmän åklagare, liksom att utöva tillsyn över åklagartjänstens handhavande vid de krigsrätter, som löd under nämnda krigsöverdomstol. Överkrigsfiskalen vid Krigshovrätten, vars åligganden i övrigt motsvarar den tidigare krigsfiskalens, utnämndes av Kunglig Majestät, som även – utom i särskilda fall – hade att förordna överkrigsfiskal till tjänstgöring vid överkrigsrätt.